# Блакитний вогник
«Блакитний вогник» (рос. Голубой огонёк) — телевізійна музично-розважальна програма, що виходила в ефір на Першій програмі Центрального телебачення Держтелерадіо СРСР від 6 квітня 1962 до 1985 року, від 1997 дотепер — на телеканалі «Росія-1».
Від 1964 року новорічний «Блакитний вогник» став традиційною щорічною новорічною телепередачею спочатку на радянському телебаченні, а потім і на російському.
Виходить щорічно в ніч із 31 грудня на 1 січня. Повторюється на Старий Новий рік або раніше.

## Історія
Перший випуск телепрограми «Блакитний вогник» вийшов у ефір 6 квітня 1962 року. Спочатку програма мала назву «Телевізійне кафе», а потім її перейменовували послідовно в «На вогник», «На блакитний вогник» (світло від найпоширеніших тоді чорно-білих телевізорів мало блакитний колір) і, нарешті, в «Блакитний вогник». Олексій Полевой був одним з авторів і найперших ведучих.
Спочатку «Блакитні вогники» виходили щотижня, а потім лише на свята: 8 березня, 1 травня, на Новий рік. 15 лютого 1966 року вийшов ювілейний 100-й випуск. У 1960-ті роки фільмування проводилися в «Телевізійному театрі» (нині «Палац на Яузі»), а потім в Останкіно. «Вогник» до Нового 1964 року був відзнятий наприкінці 1963 року у двох частинах, двома різними групами: перша, передноворічна (режисер Едуард Абаля) являє собою постановчий фільм-концерт з великою кількістю комбінованих зйомок; другу частину зробив режисер Е. Ситников у більш неформальній, природній атмосфері, немов би «в прямому ефірі».
У випусках «Огонька» брали участь відомі радянські виконавці опери, балету, оперети, цирку, народної та естрадної музики, а також почесні гості — космонавти, Герої Радянського Союзу, Герої Соціалістичної Праці, видатні військові діячі, передовики виробництва та багато інших представників науки та мистецтва.
Від 1986 року, за часів перебудови, новорічні телеконцерти перестали називатися «Блакитними вогниками».
У 1987 році в ефір вийшов незвичайний «Блакитний вогник». Зйомки проходили в різних кінцях Москви: в ресторані «Арбат», у музеї-заповіднику «Коломенське», в концертній студії «Останкіно» і в телецентрі «Останкіно». Серед учасників Марина Капуро з переспівом відомого хіта шведської групи АББА «З новим Роком», а також Алла Пугачова і Валерій Леонтьєв, які перебували в Делі з концертами в рамках Фестивалю радянсько-індійської дружби. У фіналі багато відомих солістів спільно виконали пісню «Замыкая круг».
Наприкінці 1990-х років телеканал «Росія-1» відродив традицію випуску «Блакитних вогників»: перший випуск відтвореної передачі 1997 року був присвячений 35-річчю першого "Блакитного вогника "(підготовлений спільно з телекомпанією ВИD).

## Скандал з телеканалом Інтер
Показ Блакитного вогника в ефірі українського телеканалу Інтер в новорічну ніч 2015 призвів до скандалу, оскільки в ньому брали участь російські діячі культури, що підтримали анексію Криму та агресивну політику Росії щодо України, такі як Йосип Кобзон, Валерія, Олег Газманов і які перед цим потрапили до Чорного списку Міністерства культури України. В одному з епізодів вищеназвані співаки виконали іронічну пісню про санкції проти себе та окупацію України. Серед гостей у студії, які аплодували цій пісні, була українська співачка Ані Лорак. 1 січня секретар РНБО Олександр Турчинов, міністр інформаційної політики Юрій Стець, а також члени експертної при Держкіно висловилися за те, щоб позбавити Інтер ліцензії Національно ради. За результатами перевірки 15 січня і 18 лютого телеканал Інтер отримав два попередження від Національної ради України з питань телебачення і радіомовлення, але 11 червня нацрада продовжила строк дії ліцензії телеканалу ще на сім років.

## Автори
- Роберт Вікерс

## Ведучі
- Олексій Полевой
- Людмила Сухомлинська і Юрій Благов (випуск 1962 року присвячений цирку[7])
- Лев Міров
- Марк Новицький
- Тетяна Шмига (ведуча Новорічного Блакитного вогника в 1965—1966 роках)
- Михайло Ножкін
- Ельміра Уразбаєва
- Валентина Леонтьєва
- Анна Шилова
- Анна Шатілова
- Ігор Кириллов
- Алла Пугачова (ведуча новорічного «Блакитного вогника 1977»)
- Ігор Старигін (ведучий новорічного «Блакитного вогника 1977»)
- Валерій Золотухін (ведучий новорічного «Блакитного вогника-1979»)
- Микола Караченцов (ведучий новорічного «Блакитного вогника-1979»)
- Олег Соколовський (1972)
- Тетяна Судець (від 1972 року)
- Ангеліна Вовк
- Кріс Кельмі (ведучий новорічного "Блакитного вогника-1987)
- Юрій Ніколаєв (ведучий новорічного «Блакитного вогника-1987»)
- Олександр Ширвіндт і Михайло Державін (ведучі новорічного «Блакитного вогника-1987»)
- Світлана Моргунова